# Râul Cojocaru
Râul Cojocaru este un afluent al râului Tohănița. 

## Hărți
- Harta județului Brașov